# Parêemheb (vizir)
Pour les articles homonymes, voir Parêemheb.
Parêemheb est un vizir de l'Égypte antique. Il sert pendant la XIXe dynastie sous les règnes de Séthi II et d'Amenmes.